# Élections cantonales de 1951 dans l'Ardèche
Les élections cantonales de 1951 eurent lieu les 7 et 14 octobre 1951. Le mode de scrutin utilisé fut le scrutin uninominal majoritaire à deux tours.

## Le scrutin dans les différents cantons

### Aubenas
Résultats
- Premier tour

|                | Parti | Nombre de voix | Résultats |
| Marcel Molle   | MRP   | 3 971          | 55,50 %   |
| Pierre Laporte | PCF   | 2174           | 30,38 %   |
| Marius Dubois  | SFIO  | 1010           | 14,12 %   |

### Bourg-Saint-Andéol
Résultats
- Premier tour

|               | Parti   | Nombre de voix | Résultats |
| Julien Roman  | Radical | 1 965          | 66,05 %   |
| André Marquet | PCF     | 1010           | 33,95 %   |

### Chomérac
Résultats
- Premier tour

|                   | Parti   | Nombre de voix | Résultats |
| Édouard Sauvertin | PCF     | 944            | 38,25 %   |
| André Chareyre    | CNIP    | 853            | 34,56 %   |
| Jean Perrin       | Radical | 671            | 27,19 %   |

- Second tour

|                   | Parti   | Nombre de voix | Résultats |
| André Chareyre    | CNIP    | 1 237          | 43,25 %   |
| Édouard Sauvertin | PCF     | 1227           | 42,90 %   |
| Jean Perrin       | Radical | 396            | 13,85 %   |

### Thueyts
Résultats
- Premier tour

|                 | Parti | Nombre de voix | Résultats |
| Édouard Froment | SFIO  | 1 935          | 51,74 %   |
| Roger Roucaute  | PCF   | 1805           | 48,26 %   |

### Vallon-Pont-d'Arc
Résultats
- Premier tour

|                  | Parti | Nombre de voix | Résultats |
| Henri Ageron     | SFIO  | 1 367          | 60,09 %   |
| Auguste Chapelle | PCF   | 908            | 39,91 %   |

### Villeneuve-de-Berg
Résultats
- Premier tour

|               | Parti | Nombre de voix | Résultats |  |
| Émile Froment | CNIP  | 1 928          | 65,60 %   |  |
| Désiré Espic  | PCF   | 1011           | 34,40 %   |  |